# Hypena koreana
Hypena koreana är en fjärilsart som beskrevs av Felix Bryk 1948. Hypena koreana ingår i släktet Hypena och familjen nattflyn. Inga underarter finns listade i Catalogue of Life.